# كفرنبل
كفرنبل مدينة وناحية إدارية تابعة لمنطقة معرة النعمان في محافظة إدلب في سوريا. تقع غرب معرة النعمان ب13 كم. بلغ عدد سكانها 15,455 نسمة في عام 2004 حسب إحصاء المكتب المركزي للإحصاء. المدينة تعود لعصور تاريخية قديمة فيها الكثير من الشواهد الأثرية ذات الأصول الرومانية، تشتهر المدينة بزراعة الأشجار المثمرة ومن أهمها التين والزيتون والفستق الحلبي وهي الأكثر إنتاجا في كفر نبل إضافة لزراعات الأخرى. ,;وكلمة كفرنبل أصولها رومانية مقسمة إلى قسمين (كفر) وتعني بالعربية المزرعة، و(نبل) وتعني النبلاء لتصبح كفرنبل بالعربية (مزرعة النبلاء).
تقوم المدينة على أطلال مدينة قديمة وتطالعك الآثار في أماكن عديدة وتحيط ب كفر نبل آثار عدة مدن رومانية هامة مثل ربيعة، شنشراح وسرجيلا والبارة وغيرها.
- اللفظ المحلي للمدينة ( باللهجة العامية ) تقلب النون ميم فيصبح اللفظ كفرمبل .
- بحسب إحصائيات 2004 :
- القرى التابعة لمدينة كفرنبل : حاس، معرتحرمة , كفرعويد، الفطيرة, حزارين، بسقلا, جبالا، معرتماتر , معرزيتا، سفوهن, كوكبة، كرسعة, قوقفين، ترملا, الفقيع، راشا الشمالية، فليفل, دار الكبيرة، الشيخ مصطفى، الملاجة, معرتصين، كفر موسى, شورلين، لويبدة, أم نير .

## أعلام
- رائد الفارس
- فارس البيوش
- جميل الحسن